# 信和置業

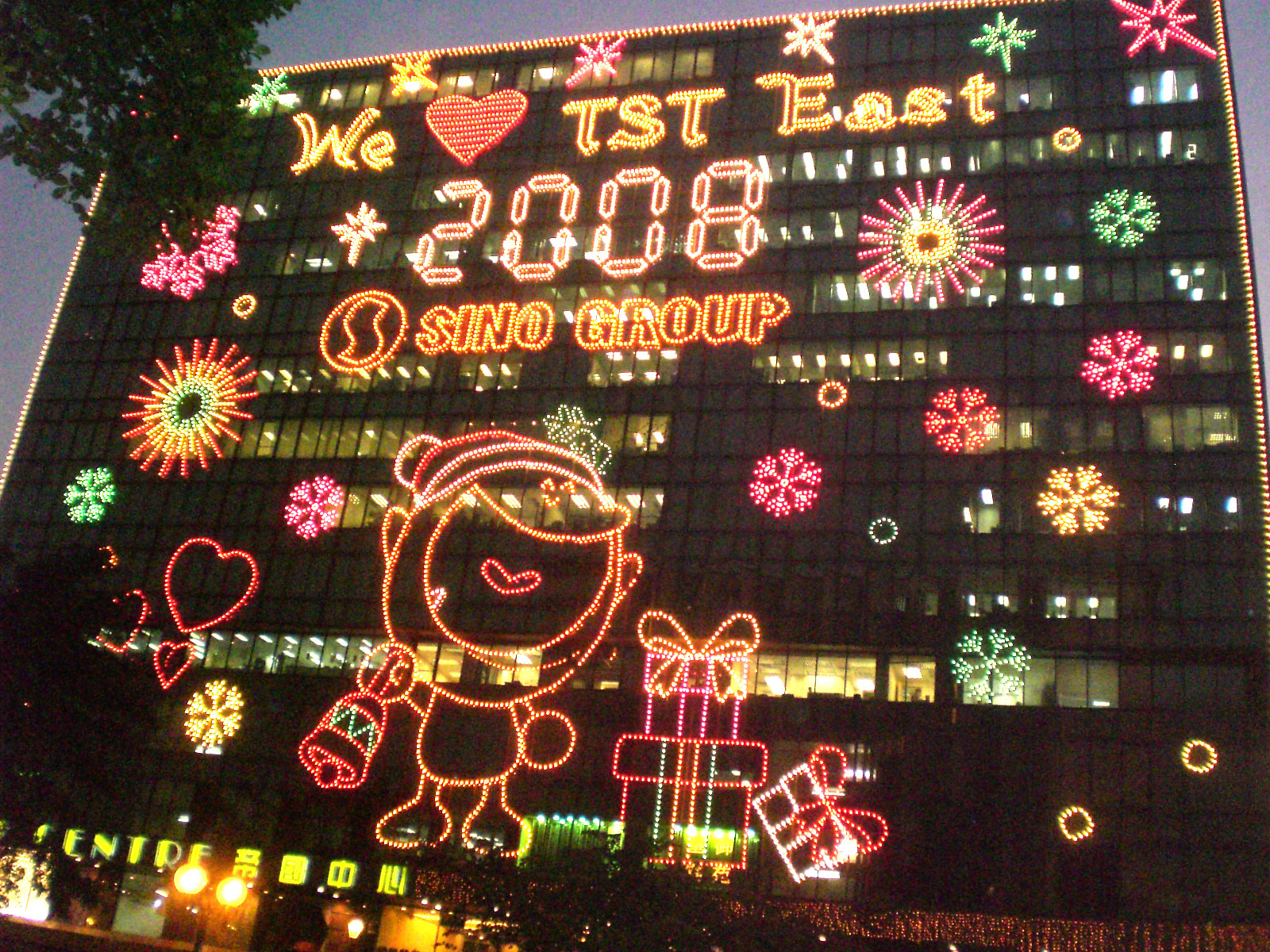
九竜尖沙咀中心にある信和置業本部

信和置業（しんわちぎょう、英語: Sino Land、サイノ・ランド、中国語: 信和置業）は香港を本拠とする大手不動産デベロッパーである。シンガポール華人系黄廷方一族は尖沙咀置業を通じ経営権を持っている。
1971年に香港で創業され、1981年に上場した。香港、中国大陸、シンガポールで不動産販売と賃貸を主力業務として、駐車場管理、クリーニングチェーン、ホテル、証券業などに従事している。